# تپه میدان علی‌آباد
تپه میدان علی‌آباد مربوط به دوره تاریخی و اسلامی ـ قرون ۷ و ۸ ه.ق است و در شهرستان ازنا، بخش مرکزی، دهستان پاچه لک غربی، ۵۰۰ متری جنوب روستای علی آباد واقع شده و این اثر در تاریخ ۸ بهمن ۱۳۸۵ با شمارهٔ ثبت ۱۷۰۹۴ به عنوان یکی از آثار ملی ایران به ثبت رسیده است.